# Thiópafto
Thiópafto (grec moderne : Παραλία Θιόπαυτο) est un site côtier du Golfe Argolique, avec une plage, situé à quelques kilomètres à l'est de la ville de Leonídio,  en Cynourie-du-Sud,  préfecture d'Arcadie dans le Péloponnèse en Grèce.

## Géographie
La plage de Thiópafto est abritée par le cap Sampatikí. La plage de Sampatikí située immédiatement au nord n'est pas accessible sans remonter sur la route Astros-Leonídio.